# شهر دقیانوس

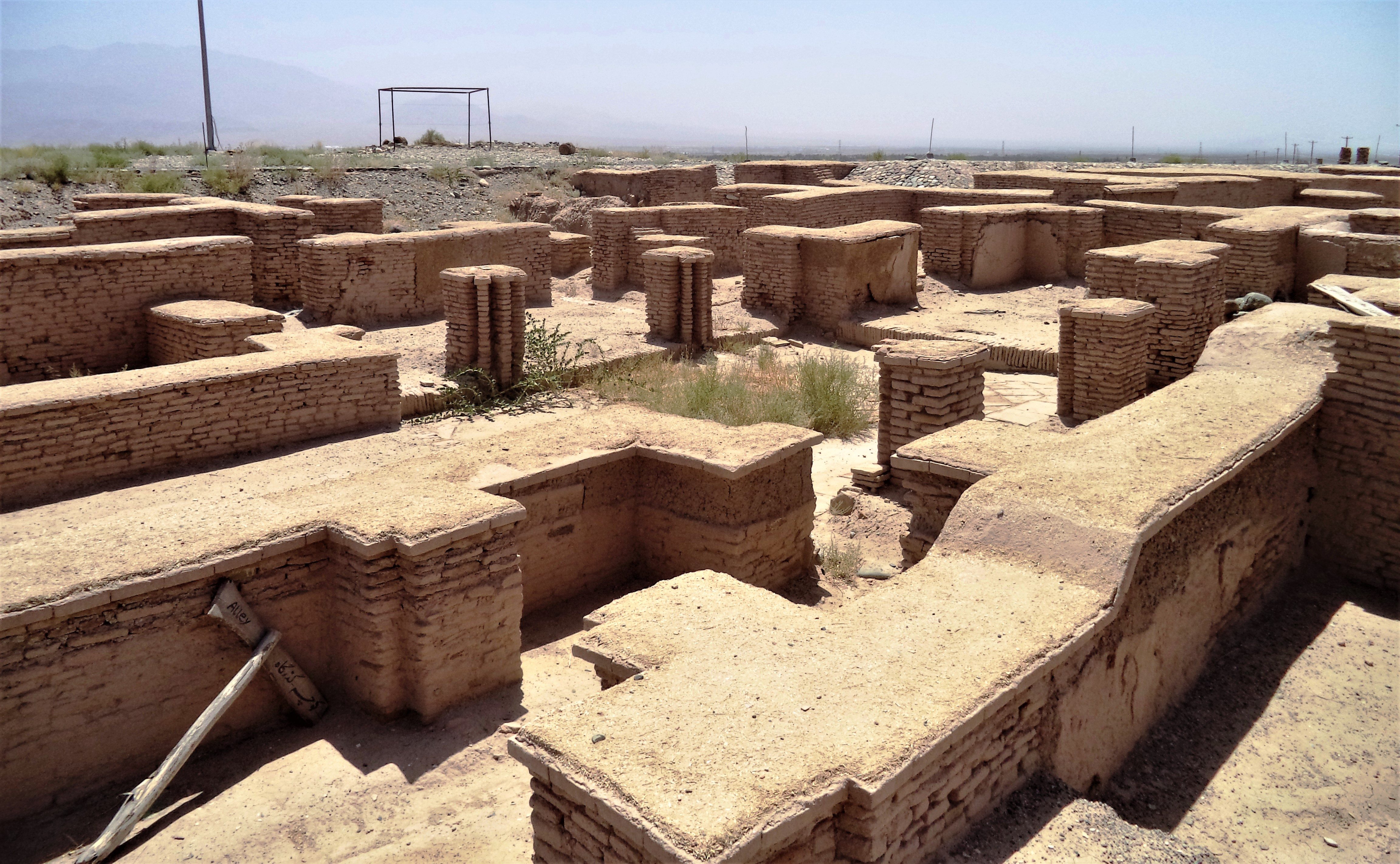
شهر قدیم جیرفت -دقیانوس

شهر دقیانوس در شمال شهرستان جیرفت جای گرفته مربوط به دوره سلجوقیان است. با توجه به وسعت ۴۰ کیلومتری این شهر که هسته مرکزی آن تنها ۱۲ کیلومتر وسعت دارد، این شهر جزو بزرگترین شهرهای اسلامی کشور محسوب می‌شده‌است. شهر دقیانوس در زمان سلجوقی از قطب‌های تجاری و اقتصادی ایران با کشورهای شرقی منطقه بوده‌است. مارکو پولو، جهانگرد مشهور ایتالیایی نیز، در سفرنامه خود از شهر تاریخی دقیانوس به عنوان یک شهر پرشکوه یاد کرده‌است.